# くり万太郎のオールナイトニッポン
くり万太郎のオールナイトニッポン （くりまんたろう - ）は、ニッポン放送の深夜番組「オールナイトニッポン」で放送されていたラジオ番組。

## 概要
1975年10月に火曜2部（火曜日深夜27:00＝午前3:00）でスタート、この当時は本名の高橋良一で出演していたため、タイトルも「高橋良一のオールナイトニッポン」だった。1年後の1976年10月に火曜1部（火曜日深夜25:00＝午前1:00）に移動、この直前に本番組中でマイクネームを募集し、その中から選ばれた『くり万太郎』に改名、火曜1部移動と共に番組タイトルも「くり万太郎のオールナイトニッポン」となった。更に1年後の1977年10月に月曜1部（月曜日深夜25:00）に移動、1978年4月に終了。
火曜1部だった1977年には、当時水曜1部パーソナリティだったタモリと、曜日を越えて番組中で罵り合っていたといったことがあった。また『歌手デビューに挑戦!』の企画からは、くり万太郎本人が歌ったシングルレコード『一人になれるかい』が1977年5月25日にキャニオンレコードから発売された。
火曜2部時代には下ネタ交じりの砕けたような内容が多く、くり万太郎も「（火曜2部時代は）自由に出来て楽しかった」と話している。また「日活ロマンポルノに一度出演したい」と番組中でアピールしたところ、本当に出演依頼が来たことがあったという。1部に移ってからは、音楽評論家の山本沙由理と一緒に進行して音楽は洋楽を中心にかけるなど比較的落ち着いた内容の放送になっていた。火曜1部時代は、裏番組には文化放送の『谷村新司のセイ!ヤング』が控えており、くり万太郎は「裏の谷村さんは意識した」と話している。

## パーソナリティ
- くり万太郎 （ニッポン放送アナウンサー）

## 放送時間
- 毎週火曜日 27:00 - 29:00（火曜2部） - 1975年10月～1976年9月（この当時のタイトルは『高橋良一のオールナイトニッポン』）
- 毎週火曜日 25:00 - 27:00（火曜1部） - 1976年10月～1977年9月（これ以降のタイトルは『くり万太郎のオールナイトニッポン』）
- 毎週月曜日 25:00 - 27:00（月曜1部） - 1977年10月～1978年3月